# Voluntown
Voluntown est une ville américaine située dans le comté de New London, dans le Connecticut.
Voluntown devient une municipalité en 1721. D'abord appelée Volunteers' Land puis Volunteers' Town, elle doit son nom aux volontaires de la guerre du Roi Philip, qui s'y sont vus accordé des terres.

## Démographie
Selon le recensement de 2010, Voluntown compte 2 603 habitants. La municipalité s'étend sur 39,79 milles carrés (103,06 km2), dont 0,83 milles carrés (2,15 km2) d'étendues d'eau.
| 1820  | 1850  | 1860  | 1870  | 1880  | 1890  |
| ----- | ----- | ----- | ----- | ----- | ----- |
| 1 116 | 1 064 | 1 055 | 1 052 | 1 186 | 1 060 |

| 1900 | 1910 | 1920 | 1930 | 1940 | 1950 |
| ---- | ---- | ---- | ---- | ---- | ---- |
| 872  | 779  | 656  | 651  | 723  | 825  |

| 1960  | 1970  | 1980  | 1990  | 2000  | 2010  |
| ----- | ----- | ----- | ----- | ----- | ----- |
| 1 028 | 1 452 | 1 637 | 2 113 | 2 528 | 2 603 |